# جيب بيشوب
جيب بيشوب (بالإنجليزية: Jeb Bishop)‏ هو عازف جاز أمريكي، ولد في 1962 في رالي في الولايات المتحدة.

## وصلات خارجية
- جيب بيشوب على موقع ميوزك برينز (الإنجليزية)
- جيب بيشوب على موقع أول ميوزيك (الإنجليزية)
- جيب بيشوب على موقع ديسكوغز (الإنجليزية)